# Acacia handonis
Acacia handonis är en ärtväxtart som beskrevs av Leslie Pedley. Acacia handonis ingår i släktet akacior, och familjen ärtväxter. Inga underarter finns listade i Catalogue of Life.